# Danh sách đĩa đơn quán quân Hot 100 năm 1977 (Mỹ)
Billboard Hot 100, công bố hàng tuần bởi tạp chí Billboard, là bảng xếp hạng các đĩa đơn thành công nhất tại thị trường âm nhạc Hoa Kỳ. Các số liệu cho việc xếp hạng được Nielsen SoundScan tổng hợp chung dựa trên doanh số đĩa thường và nhạc số và tần suất phát trên sóng phát thanh.

## Lịch sử xếp hạng
| Ngày phát hành   | Bài hát                                          | Nghệ sĩ                           | Chú thích |
| ---------------- | ------------------------------------------------ | --------------------------------- | --------- |
| Tháng 1 ngày 1   | "Tonight's the Night (Gonna Be Alright)"         | Rod Stewart                       |           |
| Tháng 1 ngày 8   | "You Don't Have to Be a Star (To Be in My Show)" | Marilyn McCoo và Billy Davis, Jr. |           |
| Tháng 1 ngày 15  | "You Make Me Feel Like Dancing"                  | Leo Sayer                         |           |
| Tháng 1 ngày 22  | "I Wish"                                         | Stevie Wonder                     |           |
| Tháng 1 ngày 29  | "Car Wash"                                       | Rose Royce                        |           |
| Tháng 2 ngày5    | "Torn Between Two Lovers"                        | Mary MacGregor                    |           |
| Tháng 2 ngày12   | "Torn Between Two Lovers"                        | Mary MacGregor                    |           |
| Tháng 2 ngày19   | "Blinded by the Light"                           | Manfred Mann's Earth Band         |           |
| Tháng 2 ngày26   | "New Kid in Town"                                | Eagles                            |           |
| Tháng 3 ngày5    | "Evergreen (Love Theme from A Star Is Born)"     | Barbra Streisand                  |           |
| Tháng 3 ngày12   | "Evergreen (Love Theme from A Star Is Born)"     | Barbra Streisand                  |           |
| Tháng 3 ngày19   | "Evergreen (Love Theme from A Star Is Born)"     | Barbra Streisand                  |           |
| Tháng 3 ngày26   | "Rich Girl"                                      | Daryl Hall and John Oates         |           |
| Tháng 4 ngày 2   | "Rich Girl"                                      | Daryl Hall and John Oates         |           |
| Tháng 4 ngày 9   | "Dancing Queen"                                  | ABBA                              |           |
| Tháng 4 ngày 16  | "Don't Give Up on Us"                            | David Soul                        |           |
| Tháng 4 ngày 23  | "Don't Leave Me This Way"                        | Thelma Houston                    |           |
| Tháng 4 ngày 30  | "Southern Nights"                                | Glen Campbell                     |           |
| Tháng 5 ngày 7   | "Hotel California"                               | Eagles                            |           |
| Tháng 5 ngày 14  | "When I Need You"                                | Leo Sayer                         |           |
| Tháng 5 ngày 21  | "Sir Duke"                                       | Stevie Wonder                     |           |
| Tháng 5 ngày 28  | "Sir Duke"                                       | Stevie Wonder                     |           |
| Tháng 6 ngày 4   | "Sir Duke"                                       | Stevie Wonder                     |           |
| Tháng 6 ngày 11  | "I'm Your Boogie Man"                            | KC and the Sunshine Band          |           |
| Tháng 6 ngày 18  | "Dreams"                                         | Fleetwood Mac                     |           |
| Tháng 6 ngày 25  | "Got to Give It Up (Part 1)"                     | Marvin Gaye                       |           |
| Tháng 7 ngày 2   | "Gonna Fly Now (Theme From Rocky)"               | Bill Conti                        |           |
| Tháng 7 ngày 9   | "Undercover Angel"                               | Alan O'Day                        |           |
| Tháng 7 ngày 16  | "Da Doo Ron Ron"                                 | Shaun Cassidy                     |           |
| Tháng 7 ngày 23  | "Looks Like We Made It"                          | Barry Manilow                     |           |
| Tháng 7 ngày 30  | "I Just Want to Be Your Everything"              | Andy Gibb                         |           |
| Tháng 8 ngày 6   | "I Just Want to Be Your Everything"              | Andy Gibb                         |           |
| Tháng 8 ngày 13  | "I Just Want to Be Your Everything"              | Andy Gibb                         |           |
| Tháng 8 ngày 20  | "Best of My Love"                                | The Emotions                      |           |
| Tháng 8 ngày 27  | "Best of My Love"                                | The Emotions                      |           |
| Tháng 9 ngày 3   | "Best of My Love"                                | The Emotions                      |           |
| Tháng 9 ngày 10  | "Best of My Love"                                | The Emotions                      |           |
| Tháng 9 ngày 17  | "I Just Want to Be Your Everything"              | Andy Gibb                         |           |
| Tháng 9 ngày 24  | "Best of My Love"                                | The Emotions                      |           |
| Tháng 10 ngày 1  | "Star Wars Theme/Cantina Band"                   | Meco                              |           |
| Tháng 10 ngày 8  | "Star Wars Theme/Cantina Band"                   | Meco                              |           |
| Tháng 10 ngày 15 | "You Light Up My Life"                           | Debby Boone                       |           |
| Tháng 10 ngày 22 | "You Light Up My Life"                           | Debby Boone                       |           |
| Tháng 10 ngày 29 | "You Light Up My Life"                           | Debby Boone                       |           |
| Tháng 11 ngày 5  | "You Light Up My Life"                           | Debby Boone                       |           |
| Tháng 11 ngày 12 | "You Light Up My Life"                           | Debby Boone                       |           |
| Tháng 11 ngày 19 | "You Light Up My Life"                           | Debby Boone                       |           |
| Tháng 11 ngày 26 | "You Light Up My Life"                           | Debby Boone                       |           |
| Tháng 12 ngày 3  | "You Light Up My Life"                           | Debby Boone                       |           |
| Tháng 12 ngày 10 | "You Light Up My Life"                           | Debby Boone                       |           |
| Tháng 12 ngày 17 | "You Light Up My Life"                           | Debby Boone                       |           |
| Tháng 12 ngày 24 | "How Deep Is Your Love"                          | Bee Gees                          |           |
| Tháng 12 ngày 31 | "How Deep Is Your Love"                          | Bee Gees                          |           |